# Assembleia Nacional do Suriname
A Assembleia Nacional do Suriname (Nationale Assemblee van de Suriname) é a sede do poder legislativo do Suriname, é composto por uma câmara unicameral com 51 membros eleitos para mandatos de 5 anos por representação proporcional.